# Luciano De Cecco
Luciano De Cecco (Santa Fe, 2 de junio de 1988) es un jugador argentino de voleibol que juega de armador. Actualmente se desempeña en el Norwid Czestochowa de la PlusLiga de Polonia.
Forma parte de la Selección nacional con la que participó en los Juegos Olímpicos de Londres 2012, Río de Janeiro 2016, Tokio 2020, donde obtuvo la medalla de bronce y fue nombrado mejor armador del torneo y parte del equipo ideal de los Juegos y en París 2024. En 2015, se consagró campeón en los Juegos Panamericanos realizados en Toronto, Canadá.
Fue elegido el mejor armador del mundo en la Liga Mundial de 2011.

## Biografía
Hijo de Ricardo De Cecco -un jugador y entrenador de básquetbol- y de Graciela Gianotti -una jugadora de voleibol-, Luciano comenzó su carrera deportiva como jugador de básquetbol en Gimnasia y Esgrima de Santa Fe. Teniendo proyección para convertirse en un basquetbolista profesional, a sus 14 años fue reclutado por Club Sportivo Ben Hur. Sin embargo luego de un año allí retornó a su anterior club. 
Por problemas relacionados con la posesión de sus derechos federativos, no pudo volver a competir en torneos oficiales con el equipo de básquetbol de Gimnasia y Esgrima, por lo que optó por comenzar a practicar voleibol y tenis criollo en la misma institución como un modo de mantenerse físicamente activo mientras se resolvía su situación. Al no ser favorable la resolución del conflicto, finalmente optó por dedicarse al voleibol a tiempo completo, teniendo como entrenador a Ariel Pons.

## Carrera deportiva

### Inicios
Fue reclutado por el Club Ciudad de Bolívar en 2004 con tan solo 15 años. Allí fue formado en las divisiones inferiores a cargo de Mario Martínez, junto a otros jóvenes talentos que llegaron a la Selección mayor más tarde, como Juan Pablo Alanís, Rodrigo Aschemacher y Diego Stepanenko. En 2005, fue cedido a préstamo a Azul Vóley donde realizó una gran campaña salvando la categoría y regresó a Bolívar. Ese año, sorprendió con su rendimiento en el Mundial de Menores de Argelia al conseguir el cuarto puesto para Argentina.
Debido a su gran nivel, fue convocado por Jon Uriarte a la Selección mayor en 2006 cuando regresó al Club Bolívar y fue campeón invicto. En 2007 integró la Selección Juvenil que finalizó quinta en el Campeonato Mundial Sub-21 de Marruecos. El Gabeca Pallavolo, dirigido por Julio Velasco, lo contrató en ese mismo año como una inversión a futuro y tras unos meses, lo cedió a préstamo al Club Atlético Belgrano.

### 2008-2014: Italia, Selección y debut en Juegos Olímpicos
En la temporada 2008/9, fue cedido nuevamente al club Andreoli Latina de Italia con el desafío de obtener el ascenso a la Serie A1. Fue su consagración definitiva, pasó a ser referente de la Selección nacional de Carlos Javier Weber y fue transferido a Bolívar para comandar al equipo que ganó por primera vez para Argentina el Sudamericano de Clubes. Esto le permitió clasificar a Bolívar al Mundial de Clubes FIVB 2010. En su primera experiencia en el torneo, Bolívar derrotó al subcampeón de Europa y se alzó con el cuarto puesto. 
En 2011, integró el equipo que terminó 4.º en la Liga Mundial, donde fue elegido el mejor armador del mundo.
En 2012, integró la selección que se desempeñó en los Juegos Olímpicos de Londres 2012 donde obtuvo el quinto puesto.

### 2015-2020: Juegos Panamericanos y Juegos Olímpicos 2016
En 2015, obtuvo la medalla de oro en los Juegos Panamericanos realizados en Toronto, Canadá, tras vencer a Brasil 3-2. En 2016 fue capitán del equipo en los Juegos Olímpicos de Río de Janeiro 2016 que obtuvo diploma olímpico luego de terminar en el quinto puesto.
En 2020 recibió el Premio Konex de Platino al mejor jugador de vóley de la última década en Argentina.

### 2021-presente: Juegos Olímpicos 2020
En 2021, de Cecco se coronó campeón de Italia con el Lube Civitanova y posteriormente se desempeñó en los Juegos Olímpicos de Tokio 2020 donde obtuvo la medalla de bronce. En este torneo fue elegido el mejor armador del torneo y nombrado parte del equipo ideal.
A principios de 2022, tras su desempeño con el Lube Civitanova y la Selección nacional fue nombrado segundo mejor jugador del mundo de 2021 por la Federación Internacional de Voleibol.
Jugó el Torneo Metropolitano de la División de Honor de la Federación Metropolitana de Voleibol de Argentina en junio de 2023 con Ferro.
En agosto de 2023 obtuvo la medalla de oro en el Campeonato Sudamericano tras vencer a Brasil 3-0.
Luciano fue abanderado de la delegación argentina junto a Rocío Sánchez Moccia en la ceremonia de apertura de los Juegos Olímpicos de París 2024.
En mayo de 2025 regresó a la Argentina para disputar otra edición del Torneo Metropolitano de la División de Honor de la Federación Metropolitana de Voleibol de Argentina en junio de 2023 con Ferro.

## Palmarés

### Clubes
- Primera División de Argentina (1): 2006/2007
- Copa de Italia de A2 (1) : 2008/2009
- Campeonato sudamericanos de clubes (1): 2010
- Campeonato de Italia (2) : 2017/18, 2021
- Copa de Italia (4) : 2013/2014, 2017/18, 2018/19, 2021.
- Supercopa de Italia (1) : 2017
- Challenge Cup (1): 2012/2013

### Selección nacional
- Medalla de oro en los Juegos Panamericanos de 2015

- Medalla de bronce en los Juegos Olímpicos de Tokio 2020

- Medalla de oro en el Campeonato Sudamericano de 2023

### Distinciones individuales
- Mejor servidor del Campeonato Mundial de Clubes de la FIVB de 2010
- Mejor armador de la Liga Mundial de Voleibol de 2011
- Mejor armador de la Copa Mundial de Voleibol Masculino de 2011
- Premio Konex de Platino 2020 al mejor voleibolista argentino de la década
- Mejor armador de los Juegos Olímpicos de Tokio 2020
- Parte del equipo ideal en los Juegos Olímpicos de Tokio 2020

## Premios
- Olimpia de plata (2018)[19]

- Olimpia de plata (2023)[20]